# Juan Leyrado
Juan Leyrado (Barracas, Buenos Aires, 18 de agosto de 1952) es un actor argentino de cine, teatro y televisión. A lo largo de los años ha desarrollado, una intensa carrera profesional. Es conocido mayormente por su hit de la telecomedia "Gasoleros".

## Televisión
| Año       | Título                        | Personaje                           | Canal            |
| --------- | ----------------------------- | ----------------------------------- | ---------------- |
| 1982      | Los cien días de Ana          | Diego Álvarez                       | ATC              |
| 1987      | Matrimonios y algo más        | Varios personajes                   | Canal 11         |
| 1987-1989 | De Fulanas y Menganas         | Santiago                            | ATC              |
| 1988-1989 | Plomera de mi barrio          |                                     | Canal 13         |
| 1990-1991 | Atreverse                     | Varios personajes                   | Telefe           |
| 1992      | Desde adentro                 | Horacio Núñez                       | Canal 13         |
| 1992      | Amores                        |                                     | Telefe           |
| 1993      | Con pecado concebidas         |                                     | Canal 9 Libertad |
| 1993-1994 | Alta comedia                  | Varios personajes                   | Canal 9 Libertad |
| 1995      | La hermana mayor              | Juan Flores                         | Canal 9 Libertad |
| 1996      | Los ángeles no lloran         | Fernando Fabri                      | Canal 9 Libertad |
| 1997      | Mía solo mía                  | Manuel Zamorano                     | Telefe           |
| 1998-1999 | Gasoleros                     | Héctor Panigassi                    | Canal 13         |
| 1999      | La Argentina de Tato          | Amadeo Carrizo                      | Canal 13         |
| 2000-2001 | Tiempo final                  | Rafael "Ep: El hombre araña"        | Telefe           |
| 2000-2001 | Tiempo final                  | Raúl "Ep: Doble vida"               | Telefe           |
| 2000-2001 | Tiempo final                  | Mario "Ep: Los Swingers"            | Telefe           |
| 2001      | Un cortado, historias de café |                                     | Azul Televisión  |
| 2002      | Maridos a domicilio           | Mario Martini                       | Azul Televisión  |
| 2003      | Tres padres solteros          | Miguel Galendo                      | Telefe           |
| 2004      | Los machos de América         |                                     | Canal 9          |
| 2006      | Mujeres asesinas 2            | Carlos "Ep: Hermanas de sangre"     | Canal Trece      |
| 2006      | Mujeres asesinas 2            | Alberto "Ep: Próspera, arrepentida" | Canal Trece      |
| 2007      | Los cuentos de Fontanarrosa   | Ariel                               | TV Pública       |
| 2008      | Mujeres asesinas 4            | José "Ep: Nina, desconfiada"        | Canal Trece      |
| 2008-2009 | Variaciones                   | Pérez                               | TV Pública       |
| 2011      | El hombre de tu vida          | Manuel                              | Telefe           |
| 2012      | Graduados                     | Clemente Falsini                    | Telefe           |
| 2013      | Televisión por la justicia    | Juez Marangoni "Ep: Juez fiaca"     | Canal 9          |
| 2013-2014 | Aliados                       | Energía creadora masculina          | Telefe           |
| 2015      | Dispuesto a todo              | Juan                                | El Trece         |
| 2015      | La verdad                     | Julio Fuentes                       | TV Pública       |
| 2015      | Conflictos modernos           | Alejandra Fozati "Ep: Alejandra"    | Canal 9          |
| 2016      | Educando a Nina               | Manuel Brunetta                     | Telefe           |
| 2017      | El maestro                    | Mario Carrizo                       | Eltrece          |
| 2018      | La caída                      | Dr. Horacio Feinn                   | TV Pública       |
| 2018      | Un gallo para Esculapio       | "El Coronel"                        | TNT              |
| 2021      | Pequeñas Victorias            | Pier Douchel                        | Prime Video      |
| 2022-2023 | Iosi, el espía arrepentido    | Abraham Glusberg                    | Prime Video      |
| 2023      | El jardín de bronce           | Oscar Kreuzer                       | HBO              |
| 2024      | El sabor del silencio         | Facundo Tissot                      | Flow             |

## Filmografía
- Una jirafa en el balcón (2024)
- Oliva (2023)
- La estrella roja (2019)
- Matar a Videla (2007)
- Cómplices del silencio (2007)
- Maradona, la mano de Dios (2007)
- Iluminados por el fuego (2005)
- Paco Urondo, la palabra justa (2004)
- Cruz de sal (2003)
- El día que me amen (2003)
- Chiquititas: Rincón de luz (2001)
- Antigua vida mía (2001)
- Mar de amores (1997)
- Despabílate amor (1996)
- Picado fino (1993)
- Vivir mata (1991)
- Lo que vendrá (1988)
- Memorias y olvidos (1987)
- Revancha de un amigo (1987)
- Tacos altos (1985)
- Los insomnes (1984)
- Asesinato en el Senado de la Nación (1984)
- Atrapadas (1984)
- Los chicos de la guerra (1984)
- Camila (1984)
- Los enemigos (1983)
- La casa de las siete tumbas (1982)
- Subí que te llevo (1980)
- Desde el abismo (1980)
- Los superagentes y el tesoro maldito (1978)

## Teatro
- Baraka
- Mineros
- Ella en mi cabeza
- Cabaret Bijou
- Cyrano de Bergerac
- Velázquez
- Nacida ayer
- Hombres
- Ciclo Nueva Armonía
- Los lobos
- Los Mosqueteros
- Rumores
- Camino Negro
- Luv
- La señorita de Tacna
- El burlador de Sevilla
- Feria del miedo, del amor y de la guerra
- Tres hermanas
- Un tranvía llamado Deseo
- Aquí no podemos hacerlo
- Madre Coraje
- Bent
- Israfel
- Nuestro pueblo
- Atendiendo al Sr. Sloane
- Un enemigo del pueblo

## Premios
- Martín Fierro: Mejor Actor Dramático por Desde adentro
- Martín Fierro: Mejor Actor de Comedia por Gasoleros
- Cóndor de Plata: Mejor Actor de Reparto por Despabílate amor
- Florencio Sánchez: Mejor Actor Protagónico por Los Lobos
- Lobo de Mar: Televisión
- Lauros sin cortes: Mejor Actor Protagónico por Despabílate amor
- ACE de Oro: Mejor Actor Dramático Protagónico por Un enemigo del pueblo
- José María Vilches: Premio a la trayectoria